# 21504 Caseyfreeman
21504 Caseyfreeman este un asteroid din centura principală de asteroizi.

## Descriere
21504 Caseyfreeman este un asteroid din centura principală de asteroizi. A fost descoperit pe 22 mai 1998 la Socorro, New Mexico, în cadrul proiectului LINEAR. Asteroidul prezintă o orbită caracterizată de o semiaxă mare de 2,65 ua, o excentricitate de 0,07 și o înclinație de 9,1° în raport cu ecliptica.